# Contra Force
Contra Force, um spin-off da série de videojogos Contra, e também o terceiro da série a ser lançado para a Nintendo Entertainment System, é um shoot 'em up lançado pela Konami em 1992 na América do Norte. Esteve previsto sair também no Japão com o nome Arc Hound (アークハウンド Āku Haundo) mas acabou cancelado. O jogo difere dos anteriores na medida em que os inimigos são humanos em vez de alienígenas.

## Recepção
Contra Force recebeu variadas críticas. O editor da Allgame Brett Alan Weiss criticou a desaceleração e o flicker do jogo, mas elogiou a estratégia adicional de ser capaz de selecionar entre diferentes personagens, cada um com suas próprias habilidades e armas únicas.